# Eva Birthistle
Eva Birthistle (Bray; 1974) es una actriz de cine irlandesa.

## Biografía
Se entrenó en el Gaiety School of Acting en Dublín.
El 31 de diciembre de 2006 Eva se casó con su novio el actor Raife Patrick Burchell.

## Carrera
Interpreta a Hild, a supporting character in The Last Kingdom television show from Netflix. She is a nun, later an abbess, and is one of Uhtred's most trusted warriors and friends.
Participó en Ae Fond Kiss... de 2004, del director británico Ken Loach. 
También ha participado en Desayuno en Plutón de Neil Jordan, Imagine Me & You y a la esposa de Rembrandt, Saskia van Uylenburg en el drama histórico Nightwatching de Peter Greenaway. 
Recibió el premio del Círculo de Críticos de Cine de Londres a la mejor actriz en 2004 y ha recibido dos IFTA al mejor actor en un papel protagónico.
En 2011 apareció en la serie Waking the Dead donde interpretó a la superintendente de la policía Sarah Cavendish, hasta ese mismo año luego de que su personaje fuera asesinado por el corrupto comisionado Tony Nicholson (Paul McGann).

## Filmografía

### Series de televisión
| Año       | Título                   | Personaje                 | Notas                         |
| --------- | ------------------------ | ------------------------- | ----------------------------- |
| 2015-2022 | The last kingdom         | Hild                      |                               |
| 2011      | Waking the Dead          | Det. Sup. Sarah Cavendish | 10 episodios                  |
| 2006      | Agatha Christie's Poirot | Rosaleen / Eileen         | episodio "Taken at the Flood" |
| 2003      | Silent Witness           | Lauren Hathaway           | 2 episodios                   |